# Улановка (Винницкая область)
Улановка (укр. Уланівка) — село на Украине, находится в Ильинецком районе Винницкой области.
Код КОАТУУ — 0521289209. Население по переписи 2001 года составляет 238 человек. Почтовый индекс — 22720. Телефонный код — 4345.
Занимает площадь 0,82 км².

## Адрес местного совета
22701, Винницкая обл., Иллинецкий р-н, с. Якубовка, пл. Победы, 8

## Ссылки

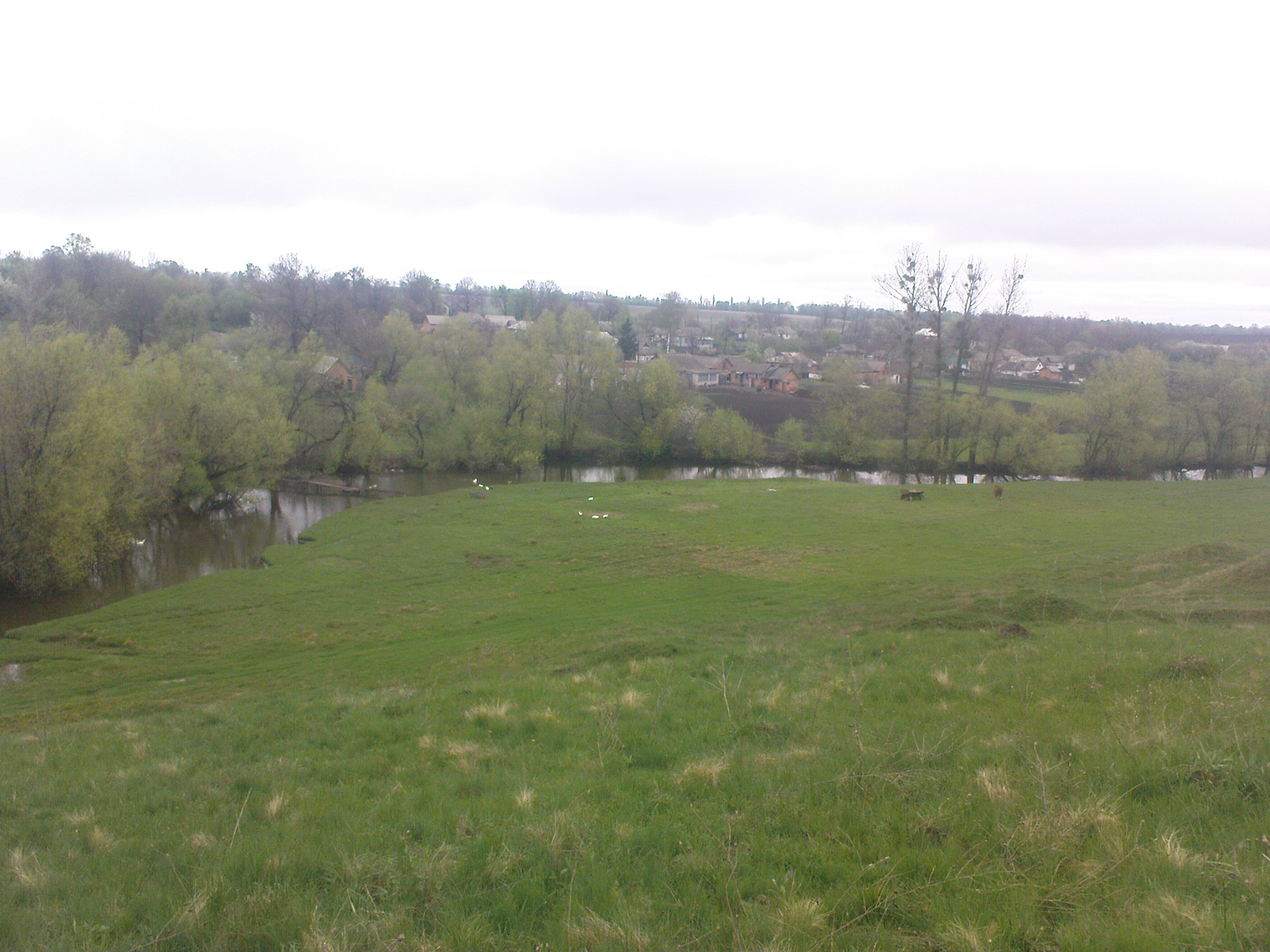
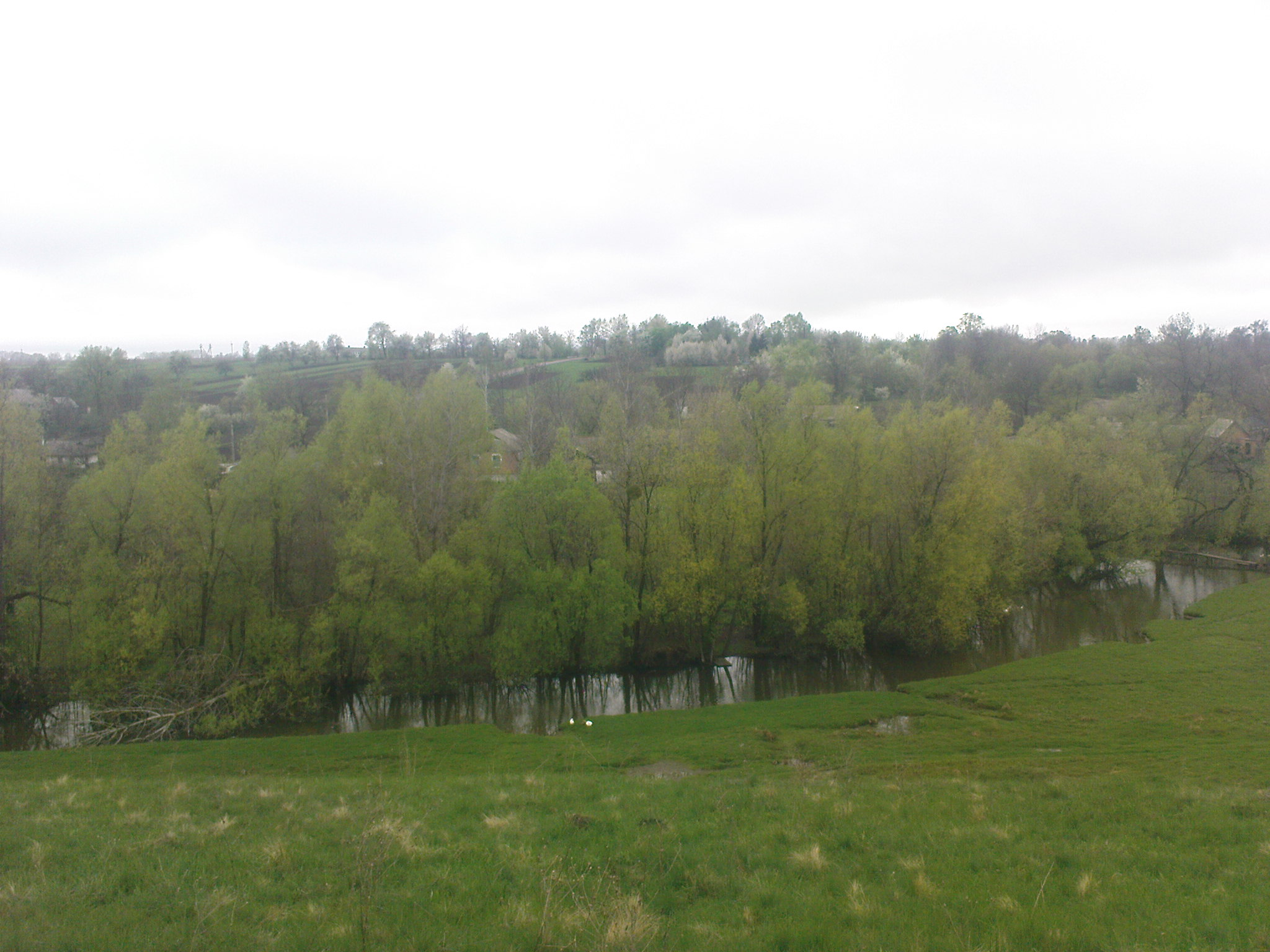
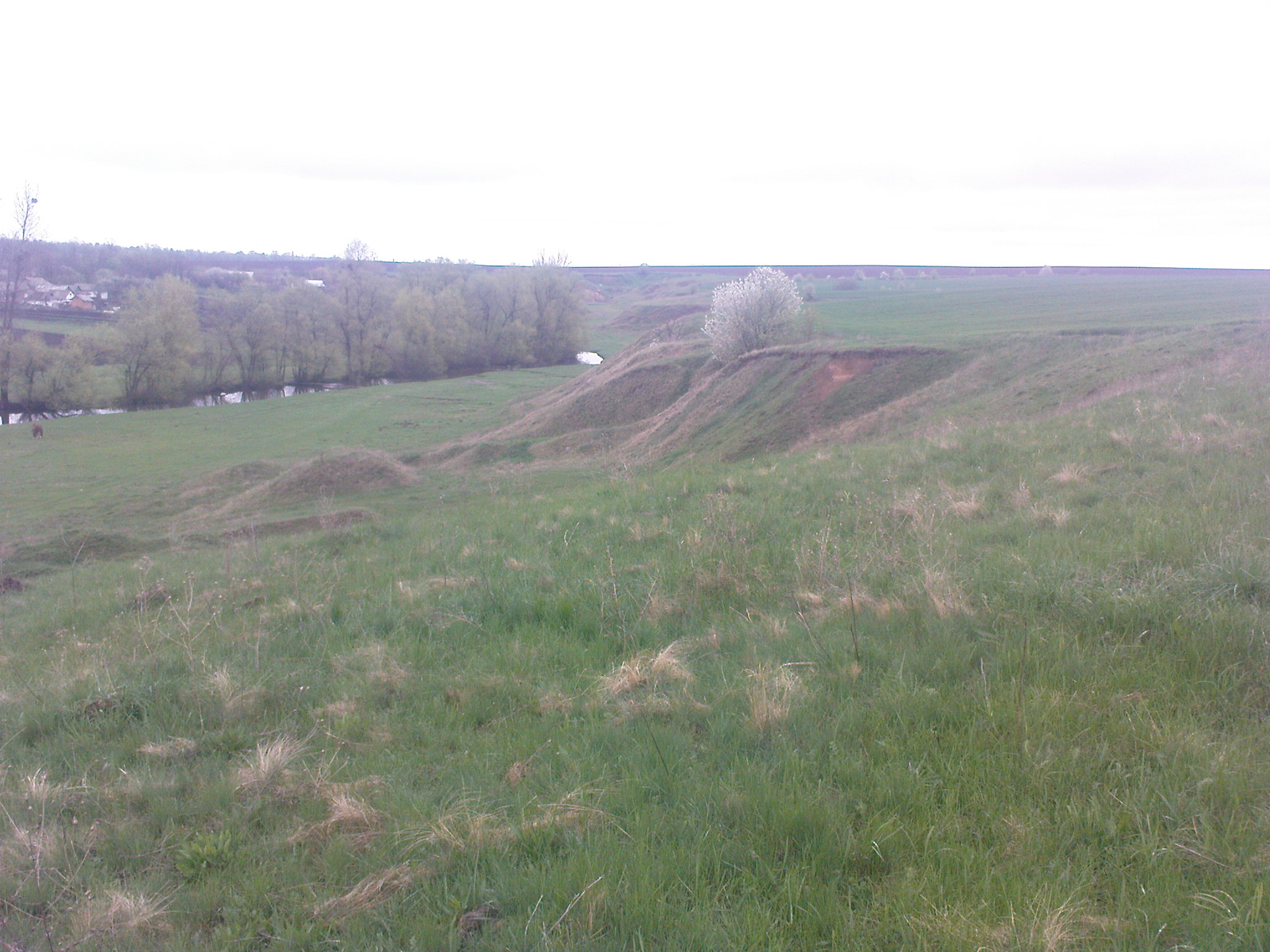